# Kärnkraftsfrågan

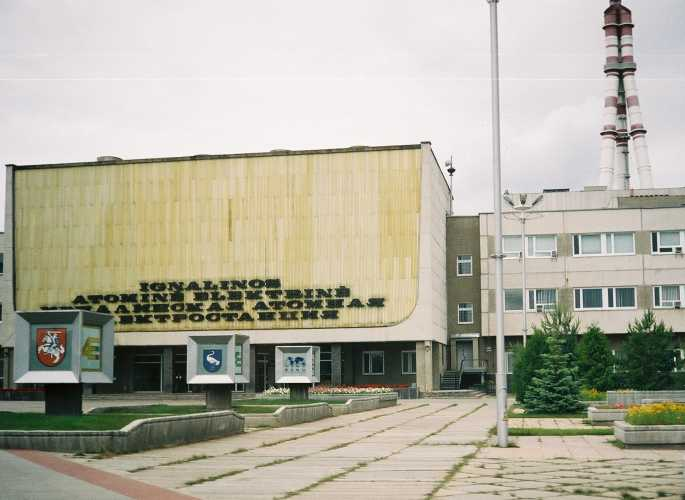
Kärnkraftverket Ignalina i Litauen fick mycket kritik, eftersom dess reaktorer var av samma typ som Tjernobyls (RBMK).

Kärnkraftsfrågan är en global politisk debatt om hur kärnkraft ska användas. Användandet av kärnkraft för elektrisk ström har både för- och nackdelar och därmed såväl förespråkare som motståndare.
Kärnkraftsförespråkarna pekar bland annat på att kärnkraft har liten ekologisk påverkan i jämförelse med den utvunna energin och att dess fördel att kunna producera el med låga utsläpp av koldioxid också kan utnyttjas till fordonsdrift.
Kärnkraftsmotståndarna menar bland annat att både för- och efterbehandlingen av kärnbränsle medför oacceptabla risker, miljömässigt, ekonomiskt och säkerhetsmässigt med kärnkraftsolyckor, svårigheter att hantera kärnavfall och även risker med uranbrytning.

## Historik
Kärnkraften har varit ett av de mest kontroversiella tekniska systemen i modern tid, och kärnkraftsmotståndet var som störst under 1970- och 80-talet. I Sverige utmynnade kärnkraftsdebatten i ett riksdagsbeslut om, och genomförande av en kärnkraftsomröstning (en folkomröstning) utan att detta i egentlig mening fick någon praktisk betydelse för själva debatten.
På 2000-talet polariserades frågan åter genom, dels frågan om slutförvar för radioaktivt avfall kontra nyttiggörande av det använda kärnbränslet, dels insikten om att klimatuppvärmning till följd av antropogena utsläpp av växthusgaser måste stoppas genom att satsa på alternativ till fossila bränslen.[källa behövs]
Härtill kom den tsunamiinitierade Fukushima-olyckan, som trots Japans beroende av kärnkraftselektricitet fick nationen att ifrågasätta om nyttan verkligen var värd risken, samt fick Tyskland att besluta om avveckling av sitt kärnkraftsberoende.[källa behövs]
Även på en helt opolitisk gräsrotsnivå väcktes funderingar över hur något ansvar eller kompensation skulle kunna vara möjligt. Långsiktig internationell påverkan av konsekvenserna av kärnkraftsdrift är svårt att sätta i formell relation till livsstilsomvälvande förändringar i natur och vildmark.